# Cargowaggon
CARGOWAGGON – GE Equipment Services/Rail Services har europæisk hovedkvarter i Amsterdam, Holland.
Lukkede godsvogne med teksten CARGOWAGGON ses hyppigt i Railions godstog i Danmark.

## Ekstern henvisning
- GE Railservices websted Arkiveret 23. december 2018 hos  Wayback Machine

| Jernbane | Spire Denne jernbaneartikel er en spire som bør udbygges. Du er velkommen til at hjælpe Wikipedia ved at udvide den. |